# TB-3
TB-3 (ros. Tяжелый Бомбардировщик – ciężki bombowiec) – radziecki ciężki samolot bombowy z okresu przed II wojną światową. Znany też był pod oznaczeniem cywilnym – ANT-6. Jego konstruktorem był Andriej Tupolew.
Oblatany 22 grudnia 1930 roku przez M. M. Gromowa samolot był pierwszym na świecie czterosilnikowym, jednopłatowym bombowcem o całkowicie metalowej konstrukcji. Samoloty pierwszej serii używały silników M-17F o mocy 500/715 KM; późniejsze wersje wyposażano w silniki М-34 i М-34R, a od 1936 roku 900-konne silniki biura konstrukcyjnego Mikulina М-34FRN. Samolot ustanowił kilka rekordów świata, m.in. przelotu na dużej wysokości z ładunkami 5, 10 i 12 t. Produkcja seryjna samolotu wynosiła do 3 sztuk dziennie, dzięki czemu w krótkim czasie wyprodukowano 818 maszyn.

## Wersje
- Tupolew TB-3-4 M 17F
- Tupolew TB-3-4 M 34
- Tupolew TB-3-4 M 34 R
- Tupolew TB-3-4 AM 34 RD
- Tupolew TB-3-4 AM 34 RN
- Tupolew TB-3-4 AM 34 FRN/FRNV
- Tupolew TB-3D (i wersja G-2 z silnikami M34)
- Tupolew ANT-6-4M-34R „Aviaarktika”
- Tupolew TB-3 SPB(inne języki) (mogły być podłączane dwa samoloty I-16 SPB)
- G-52 – wersja doświadczalna z 1952 roku, uzbrojona w armatę 76,2 mm wz.1931 w kadłubie i dwie armaty 76,2 mm wz.1927 w skrzydłach (jeden prototyp)[3]

## Użytkownicy

### Związek Radziecki
- Flota Powietrzna
- Radzieckie Siły Powietrzne
- Lotnictwo Radzieckiej Marynarki Wojennej

### Chiny
- Nacjonalistyczne Chińskie Siły Powietrzne

## Osiągi
- Prędkość maksymalna: 212 km/h na wysokości 3000 metrów
- Zasięg: 2000 km
- Pułap: 4800 m
- Prędkość wznoszenia: 1,25 m/s
- Max. obciążenie powierzchni: 73 kg/m²
- Moc / masa: 0,15 kW / kg
- Czas wznoszenia: 5 min do 1000 metrów, 29 min do 3000 metrów
- Najlepszy czas obrotu: 40 sekund
- Rozbieg: 300 metrów
- Dobieg: 330 metrów

## Uzbrojenie
- Broń: 5–8 × 7,62 mm karabinów maszynowych, 100 okrągłych (bębenkowych) magazynków DA 63
- Bomby: do 2000 kg bomb
- Do wersji TB-3 SPB mogły być podłączane dwa samoloty I-16 SPB.